# Palmida
 (mai 2021).
Le palmida est une marque de savon naturel de ménage fabriqué à partir d'huiles de palme et de palmiste. Lancé en 1974, il est le plus connu et le plus ancien des savons utilisés au Bénin,,,.

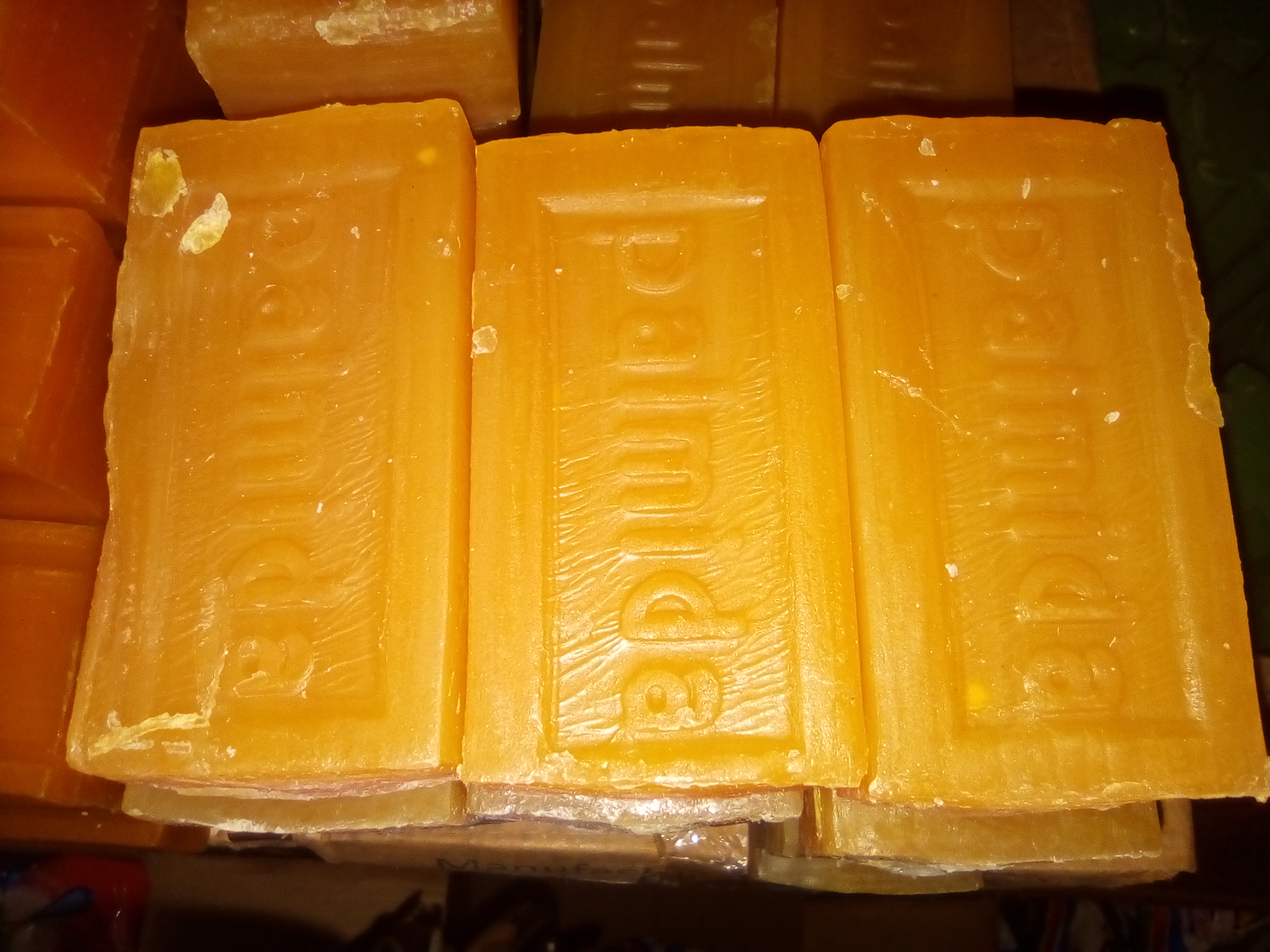
Savon Palmida du Bénin en carton By me V CH1

## Histoire
La production du palmida commence à la création de la société nationale des corps gras (SONICOG) en 1974,. Celle-ci deviendra après sa privatisation en 1997 l'Industrie Béninoise des Corps Gras (IBCG). Cette société est la plus grande entreprise de production et de vente des corps gras en république du Bénin. Elle dispose de deux entités : savonnerie et huilerie.
En 2017, la société Palmida SA voit le jour. Sa création fait suite à l'envie des dirigeants de faire de ce savon une référence incontestable dans toute l’Afrique et au-delà des frontières du continent,.

## Fabrication
Selon les dirigeants de l'entreprise, la fabrication du savon palmida respecte toutes les étapes de la fabrication traditionnelle du savon de Marseille,. En effet, pour obtenir le savon palmida, il faut suivre des étapes : la saponification qui consiste en la transformation en savon des huiles végétales qui entrent dans la fabrication du palmida. Cette transformation s'obtient quand les huiles sont au contact de la soude et de la chaleur dans un grand chaudron. L'étape suivante est la cuisson, qui consiste essentiellement à affiner le travail de la saponification. Pour débarrasser le savon de la soude résistante, on procède à son lavage. La liquidation est l'étape suivante, qui permet de s'assurer que le produit est sans impureté. Avant d'obtenir le savon palmida prêt à être utilisé, on passe d'abord par l'étape de la finition qui consiste à déshydrater, affiner, extruder, mouler, estampiller et emballer la pâte de savon obtenue via les processus précédents,,.

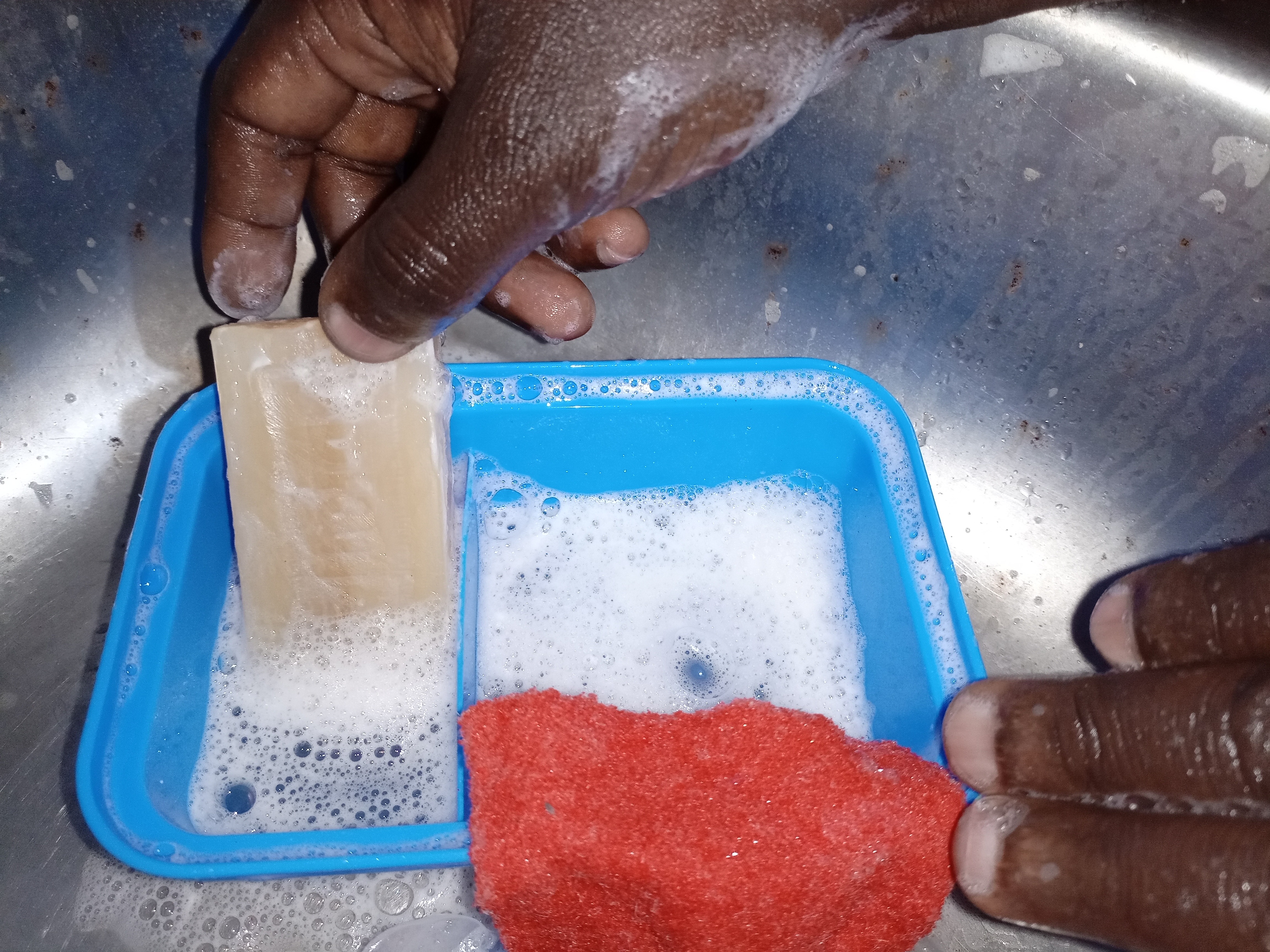
La mousse du palmida.
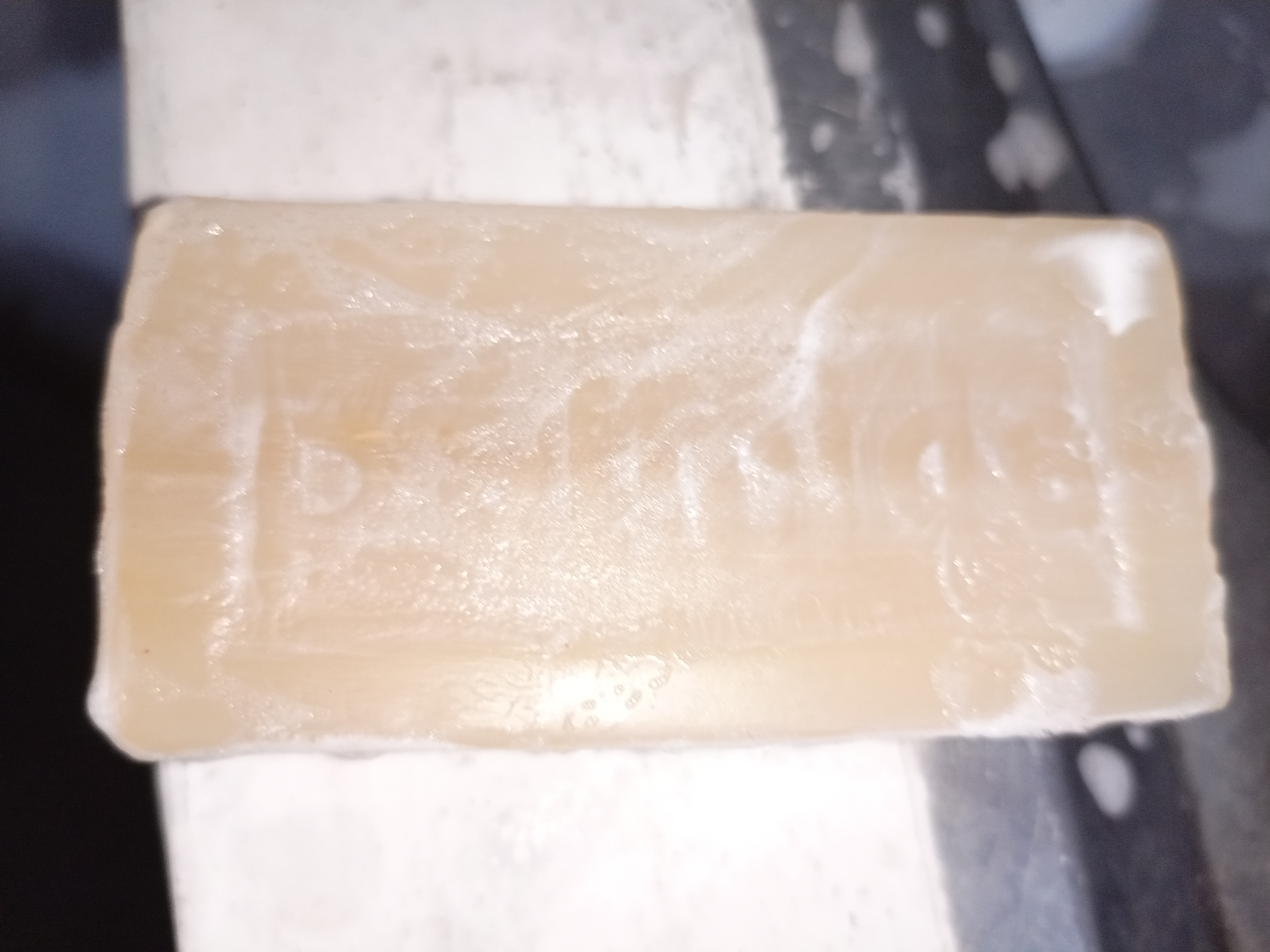
Palmida savon de vaisselle après une première utilisation.